# Felipe Miñambres Fernández
Felipe Miñambres Fernández o Felipe (Astorga, Castella i Lleó, el 29 d'abril de 1965) és un exfutbolista lleonès que va jugar entre d'altres equips a l'Sporting de Gijón i CD Tenerife. Des de febrer del 2022 fins al 2025 ha sigut el director esportiu del Llevant U.E. Va abandonar el club per rebutjar el salari d'un director esportiu de 2a Divisió. Actualment, és el President del CD Tenerife.
Entre 1989 i 1994 va jugar 6 partits per a la selecció espanyola i hi va marcar 2 gols.
En la seva etapa com a entrenador, ha estat responsable del CD Tenerife, Hèrcules CF, UD Salamanca, Alacant CF i UE Lleida. En els últims anys ha sigut el director esportiu del Rayo Vallecano i el Celta de Vigo.

## Clubs
| Club              | Any       | Partits | Gols |
| ----------------- | --------- | ------- | ---- |
| Sporting de Gijón | 1987-1989 | 39      | 9    |
| C.D. Tenerife     | 1989-1999 | 309     | 33   |

## Clubs com a entrenador
| Club           | Any       |
| -------------- | --------- |
| CD Tenerife    | 1999-2000 |
| Hèrcules C.F.  | 2002-2003 |
| U.D. Salamanca | 2003-2005 |
| Alacant C.F.   | 2005-2006 |
| U.E. Lleida    | 2006-2007 |
| Rayo Vallecano | 2009-2010 |